# كاريسا تورنر
كاريسا تورنر (بالإنجليزية: Carissa Turner)‏ هي لاعبة كرة الريشة بريطانية، ولدت في 6 أغسطس 1989 في كارديف في المملكة المتحدة.

## وصلات خارجية
- الموقع الرسمي
- كاريسا تورنر على موقع BWF.tournamentsoftware.com (الإنجليزية)
- كاريسا تورنر على موقع BWFbadminton.com (الإنجليزية)
- كاريسا تورنر على موقع اتحاد ألعاب الكومنولث (مؤرشف) (الإنجليزية)